# Всемирный день борьбы против туберкулёза
Всемирный день борьбы против туберкулёза — международный день ООН, отмечаемый ежегодно 24 марта по инициативе Всемирной организации здравоохранения (ВОЗ), в 1993 году объявившей туберкулёз глобальной проблемой. Целью Всемирного дня борьбы против туберкулёза (ТБ) является повышение осведомлённости о глобальной эпидемии ТБ и усилиях по ликвидации этой болезни.
24 марта выбрано в связи с тем, что этот день в 1882 году немецкий микробиолог Роберт Кох (Robert Koch) объявил о сделанном им открытии возбудителя туберкулёза.
В настоящее время туберкулёз ежегодно уносит жизни около 1,6 миллиона человек, абсолютное большинство из которых (около 95 %) — жители развивающихся стран. Ежегодно туберкулёз убивает больше взрослых людей, чем любая другая инфекция. В странах третьего мира туберкулёз обуславливает около 26 % летальных исходов.
Наиболее серьёзно положение с туберкулёзом в целом в странах Африки. На Африку приходится около 29 % от всех заболевших на планете и 34 % всех случаев смертей от этой инфекции. Заболеваемость туберкулёзом в Африке за последние 15 лет удвоилась, увеличившись со 149 до 343 случаев на 100 тыс. населения. Вызывает тревогу увеличение регистрации случаев антибиотикоустойчивых форм туберкулёза, в возникновении которых в Африке также наблюдаются крайне неблагоприятные тенденции.
Самая опасная в мире ситуация в плане туберкулёза с множественной лекарственной устойчивостью — наиболее летальной и опасной его формы — сложилась в Российской Федерации. В Российской Федерации в 2009 году выявлено 105 530 новых случаев активного туберкулёза.

## Тема дня
- 2023 год — «Ага! Мы можем покончить с туберкулезом!»
- 2022 год — «Давайте инвестировать в искоренение туберкулеза. Давайте спасать жизни»
- 2021 год — «Время летит»
- 2020 год — «Пора покончить с туберкулёзом»
- 2019 год — «Пора действовать»
- 2018 год — «Внимание, розыск! Ищем лидеров, чтобы освободить мир от туберкулёза»
- 2017 год — «Вместе ликвидируем туберкулёз: никого не оставим без внимания»
- 2016 год — «Вместе ликвидируем туберкулёз: никого не оставим без внимания»
- 2015 год — «Наращивать темпы для ликвидации туберкулёза»
- 2014 год — «Обеспечить лечение для 3 миллионов человек»
- 2013 год — «Остановите ТБ пока я жив»
- 2012 год — «Остановите ТБ пока я жив»
- 2011 год
- 2010 год — «Вперёд к новым достижениям в борьбе с туберкулёзом»